# Stadium Arcadium Tour
Pour les articles homonymes, voir Stadium.
Tournées par Red Hot Chili Peppers
By the Way tour 
(2002-2004) I'm with You World Tour 
(2011)
Le Stadium Arcadium tour est une série de concerts qui a eu lieu en 2006 et 2007 par le groupe de rock des Red Hot Chili Peppers. Elle suit la sortie de l'album Stadium Arcadium sorti en 2006. Cette série est décomposée en sept parties :  une concernant la promotion de l'album autour du monde, trois en Europe, une en Australie, Nouvelle-Zélande et Asie, et deux aux États-Unis et Canada.
La tournée a vu plusieurs chansons se jouer pour la première fois depuis de nombreuses années et a également marqué la première fois depuis 1991 l'absence à certains concerts de deux des singles les plus connus du groupe, Give It Away et Under The Bridge.
Cette tournée marque également les dernières apparitions du guitariste John Frusciante qui a quitté le groupe en 2009.

## Premières parties
- The Mars Volta
- Gnarls Barkley
- Dizzee Rascal
- Ben Harper and the Innocent Criminals
- Dinosaur Jr.
- Jet
- My Chemical Romance
- Kasabian
- The Missingmen
- Mickey Avalon
- Dirty Pretty Things
- Har Mar Superstar
- Chuck Dukowski Sextet
- Soweto Gospel Choir
- Biffy Clyro
- Reverend and the Makers

Patti Smith et The Meters sont apparus sur scène pour jouer leurs propres chansons.

## Programme
- 21st Century
- Apache Rose Peacock
- Around the World
- Baby Apeal
- Blood Sugar Sex Magik
- By the Way
- Californication
- Can't Stop
- Catholic School Girls Rule
- Charlie
- C'mon Girl
- Dani California
- Desecration Smile
- Don't Forget Me
- Dosed
- Easily
- Emit Remmus
- Fortune Faded
- Funky Monks
- Get on Top
- Give It Away
- Hard to Concentrate
- Havana Affair
- Hey
- Higher Ground
- Hump de Bump
- I Could Have Lied
- If (une seule fois, sans John)
- If You Have to Ask
- If You Want Me To Stay
- Me & My Friends
- Nobody Weird Like Me
- Otherside
- Parallel Universe
- Pea
- People Have the Power (avec Patti Smith et sans Anthony)
- Readymade
- Right on Time
- Scar Tissue
- Sex Rap
- She`s Only 18
- Sir Psycho Sexy
- Snow (Hey Oh)
- So Much I
- Soul to Squeeze
- Stadium Arcadium
- Strip My Mind
- Suck My Kiss
- Tell Me Baby
- The Power of Equality
- They're Red Hot
- This Velvet Glove
- Throw Away Your Television
- Torture Me
- Under the Bridge
- Warlocks
- Wet Sand
- What Is Soul?

## Chansons interprétées par John en solo
- Blue Sunday (The Doors)
- City of New Orleans (Johnny Cash)
- Duke of Earl (Gene Chandler)
- For Emily, Wherever I May Find Her (Simon & Garfunkel)
- Golden Hair (Syd Barrett)
- How Can I Tell You (Cat Stevens)
- How Deep Is Your Love? (Bee Gees)
- I Feel Love (Donna Summer)
- I'm Eighteen (Alice Cooper)
- Jugband Blues (Pink Floyd)
- Love Gun (Kiss)
- Maybe (The Chantells)
- The Metro (Berlin)
- Runaway (Del Shannon)
- See Emily Play (Pink Floyd)
- Shadow Dancing (Andy Gibb)
- Smells Like Teen Spirit (Nirvana)
- Songbird (Fleetwood Mac)
- S.O.S. (ABBA)
- Sunday Bloody Sunday (U2)
- Take It As It Comes (The Doors)
- Tiny Dancer (Elton John)
- Untitled #3
- Untitled #11
- We Will Rock You (Queen)
- Will You Still Love Me Tomorrow? (The Shirelles)
- Your Pussy's Glued to a Building on Fire

## Setlist
La plupart des concerts a débuté avec un jam avant que le début du riff de Can't Stop ne voie l'arrivée sur scène d'Anthony Kiedis.
Le reste des chansons est différent selon chaque concert. Cependant, Charlie et Dani California sont généralement jouées juste après.
Les setlist reprennent en général une grande partie des chansons du dernier album Stadium Arcadium.
Le rappel consiste en une reprise d'une chanson classique du groupe tel que Give it Away, Californication ou encore Higher Ground.

## Dates des concerts

### Tournée promotionnelle
| Date            | Ville       | Lieu                                   |
| --------------- | ----------- | -------------------------------------- |
| 8 février 2006  | Los Angeles | Los Angeles Convention Center          |
| 11 février 2006 | Los Angeles | Conservatoire de musique de Silverlake |
| 28 mars 2006    | Los Angeles | Laurel Canyon                          |
| 13 avril 2006   | Londres     | Friday Night with Jonathan Ross (en)   |
| 14 avril 2006   | Londres     | Radio 1 Canvas Show                    |
| 15 avril 2006   | Londres     | BBC Television                         |
| 18 avril 2006   | Bilbao      | Musée Guggenheim                       |
| 20 avril 2006   | Paris       | La Cigale                              |
| 21 avril 2006   | Paris       | Taratata                               |
| 23 avril 2006   | Copenhague  | Den Gra Hal                            |
| 24 avril 2006   | Hambourg    | Fliegende Bauten                       |
| 29 avril 2006   | Cologne     | TV Total Show                          |
| 29 avril 2006   | Milan       | Alcatraz                               |
| 1er mai 2006    | New York    | Museum of Television & Radio           |
| 6 mai 2006      | New York    | Saturday Night Live                    |
| 8 mai 2006      | New York    | Irving Plaza                           |
| 9 mai 2006      | New York    | 7th Ave Drop                           |
| 13 mai 2006     | Irvine      | KROQ Weenie Roast                      |
| 14 mai 2006     | Los Angeles | Troubadour                             |
| 20 mai 2006     | Charlotte   | Charlotte Bobcats Arena                |

### Tournée Européenne I
| Date            | Ville      | Lieu                   |
| --------------- | ---------- | ---------------------- |
| 30 mai 2006     | Barcelone  | Palau Sant Jordi       |
| 31 mai 2006     | Barcelone  | Palau Sant Jordi       |
| 2 juin 2006     | Madrid     | Palacio de Deportes    |
| 3 juin 2006     | Lisbonne   | Rock In Rio            |
| 5 juin 2006     | Landgraaf  | Pinkpop                |
| 6 juin 2006     | Lyon       | Halle Tony Garnier     |
| 8 juin 2006     | Paris      | Bercy                  |
| 9 juin 2006     | Paris      | Bercy                  |
| 11 juin 2006    | Dortmund   | Westfalenhalle         |
| 12 juin 2006    | Dortmund   | Westfalenhalle         |
| 14 juin 2006    | Prague     | Sazka Arena            |
| 15 juin 2006    | Berlin     | Kindl-Bühne Wuhlheide  |
| 26 juin 2006    | Inđija     | Green Fest             |
| 29 juin 2006    | Werchter   | Rock Werchter Festival |
| 30 juin 2006    | Ipswich    | Ipswich Town FC        |
| 2 juillet 2006  | Coventry   | Ricoh Arena            |
| 3 juillet 2006  | Reading    | Madejski Stadium       |
| 5 juillet 2006  | Derby      | Pride Park             |
| 6 juillet 2006  | Sheffield  | Don Valley Stadium     |
| 8 juillet 2006  | Kinross    | T in the Park          |
| 9 juillet 2006  | Kildare    | Oxegen                 |
| 11 juillet 2006 | Manchester | MEN Arena              |
| 12 juillet 2006 | Manchester | MEN Arena              |
| 14 juillet 2006 | Londres    | Earls Court            |
| 15 juillet 2006 | Londres    | Earls Court            |
| 17 juillet 2006 | Londres    | Earls Court            |
| 18 juillet 2006 | Londres    | Earls Court            |
| 28 juillet 2006 | Tokyo      | Music Station          |
| 29 juillet 2006 | Naeba      | Fuji Rock Festival     |

### Tournée nord-américaine I
Cette tournée rapporta 25,6 millions de dollars en vente de places.
| Date               | Ville               | Lieu                       |
| ------------------ | ------------------- | -------------------------- |
| 6 août 2006        | Chicago             | Lollapalooza               |
| 11 août 2006       | Portland            | Rose Garden                |
| 12 août 2006       | Auburn              | White River Amphitheatre   |
| 15 août 2006       | Boise               | Taco Bell Arena            |
| 16 août 2006       | Salt Lake City      | Delta Center               |
| 18 août 2006       | Denver              | Pepsi Center               |
| 21 août 2006       | Glendale            | Jobing.com Arena           |
| 22 août 2006       | San Diego           | iPay One Sports Arena      |
| 24 août 2006       | Oakland             | Oakland Arena              |
| 25 août 2006       | Oakland             | Oakland Arena              |
| 27 août 2006       | Fresno              | Selland Arena              |
| 28 août 2006       | Sacramento          | Arco Arena                 |
| 31 août 2006       | Los Angeles         | The Forum                  |
| 1er septembre 2006 | Los Angeles         | The Forum                  |
| 14 septembre 2006  | Vancouver           | GM Place                   |
| 16 septembre 2006  | Calgary             | Pengrowth Saddledome       |
| 17 septembre 2006  | Edmonton            | Rexall Place               |
| 19 septembre 2006  | Saskatoon           | Credit Union Centre        |
| 20 septembre 2006  | Winnipeg            | MTS Centre                 |
| 13 septembre 2006  | Baltimore           | Virgin Festival            |
| 25 septembre 2006  | Toronto             | Air Canada Centre          |
| 26 septembre 2006  | Toronto             | Air Canada Centre          |
| 28 septembre 2006  | Montréal            | Bell Centre                |
| 29 septembre 2006  | Ottawa              | Scotiabank Place           |
| 1er octobre 2006   | Québec              | Colisée Pepsi              |
| 2 octobre 2006     | Boston              | TD BankNorth Garden        |
| 17 octobre 2006    | East Rutherford     | Continental Airlines Arena |
| 18 octobre 2006    | East Rutherford     | Continental Airlines Arena |
| 20 octobre 2006    | Boston              | TD BankNorth Garden        |
| 21 octobre 2006    | Albany              | Pepsi Arena                |
| 23 octobre 2006    | Philadelphie        | Wachovia Center            |
| 24 octobre 2006    | Philadelphie        | Wachovia Center            |
| 26 octobre 2006    | Atlanta             | Gwinnett                   |
| 28 octobre 2006    | La Nouvelle-Orléans | Voodoo Music Experience    |
| 30 octobre 2006    | Columbus            | Schottenstein Center       |
| 31 octobre 2006    | Cleveland           | Quicken Loans Arena        |
| 2 novembre 2006    | Grand Rapids        | Van Andel Arena            |
| 3 novembre 2006    | Détroit             | Palace of Auburn Hills     |
| 5 novembre 2006    | Saint Paul          | Xcel Energy Center         |
| 11 novembre 2006   | Hollywood           | The Roxy                   |

### Tournée européenne II
| Date             | Ville      | Lieu                  |
| ---------------- | ---------- | --------------------- |
| 20 novembre 2006 | Londres    | Abbey Road Studios    |
| 21 novembre 2006 | Londres    | BBC Studios           |
| 22 novembre 2006 | Londres    | Roundhouse            |
| 24 novembre 2006 | Hambourg   | ColorLine Arena       |
| 26 novembre 2006 | Frankfurt  | Festhalle             |
| 27 novembre 2006 | Stuttgart  | Schleyer-Halle        |
| 29 novembre 2006 | Milan      | Fila Forum            |
| 30 novembre 2006 | Milan      | Fila Forum            |
| 3 décembre 2006  | Zurich     | Hallenstadion         |
| 4 décembre 2006  | Zurich     | Hallenstadion         |
| 6 décembre 2006  | Vienne     | Stadthalle            |
| 7 décembre 2006  | Vienne     | Stadthalle            |
| 9 décembre 2006  | Copenhague | Forum Copenhagen      |
| 11 décembre 2006 | Stockholm  | Stockholm Globe Arena |
| 12 décembre 2006 | Stockholm  | Stockholm Globe Arena |

### Tournée Nord-américaine I
| Date            | Ville           | Lieu                         |
| --------------- | --------------- | ---------------------------- |
| 11 janvier 2007 | Los Angeles     | 49e Grammy Awards            |
| 13 janvier 2007 | Dallas          | American Airlines Arena      |
| 15 janvier 2007 | St. Louis       | Scottrade Center             |
| 17 janvier 2007 | Nashville       | Gaylord Entertainment Center |
| 20 janvier 2007 | Cincinnati      | U.S. Bank Arena              |
| 22 janvier 2007 | Raleigh         | RBC Center                   |
| 23 janvier 2007 | Charlotte       | Charlotte Bobcats Arena      |
| 25 janvier 2007 | Washington      | Verizon Center               |
| 26 janvier 2007 | Charlottesville | John Paul Jones Arena        |
| 28 janvier 2007 | Tampa           | St. Pete Times Forum         |
| 30 janvier 2007 | Orlando         | Orlando Centroplex           |
| 31 janvier 2007 | Sunrise         | Bank Atlantic Center         |
| 27 février 2007 | Chicago         | Allstate Arena               |
| 28 février 2007 | Milwaukee       | Bradley Center               |
| 2 mars 2007     | Des Moines      | Wells Fargo Arena            |
| 3 mars 2007     | Champaign       | Assembly Hall                |
| 6 mars 2007     | San Antonio     | AT&T Center                  |
| 7 mars 2007     | Houston         | Toyota Center                |
| 10 mars 2007    | Mexico          | Foro Sol                     |
| 12 mars 2007    | Oklahoma City   | Cox Convention Center        |

### Tournée australo-néo-zélandaise I
| Date          | Ville     | Lieu                                     |
| ------------- | --------- | ---------------------------------------- |
| 7 avril 2007  | Adélaïde  | Adelaide Entertainment Center            |
| 8 avril 2007  | Melbourne | Sidney Myer Music Bowl                   |
| 10 avril 2007 | Melbourne | Sidney Myer Music Bowl                   |
| 11 avril 2007 | Melbourne | Sidney Myer Music Bowl                   |
| 13 avril 2007 | Brisbane  | Brisbane Entertainment Centre            |
| 14 avril 2007 | Brisbane  | Brisbane Entertainment Centre            |
| 16 avril 2007 | Sydney    | Acer Arena                               |
| 17 avril 2007 | Sydney    | Acer Arena                               |
| 19 avril 2007 | Sydney    | Acer Arena                               |
| 21 avril 2007 | Auckland  | Vector Arena                             |
| 22 avril 2007 | Auckland  | Vector Arena                             |
| 28 avril 2007 | Indio     | Coachella Valley Music and Arts Festival |

### Tournée japonaise
| Date        | Ville | Lieu       |
| ----------- | ----- | ---------- |
| 5 juin 2007 | Tokyo | Tokyo Dome |
| 6 juin 2007 | Tokyo | Tokyo Dome |
| 8 juin 2007 | Osaka | Osaka Dome |

### Tournée européenne III
| Date             | Ville    | Lieu                         | Affluence |
| ---------------- | -------- | ---------------------------- | --------- |
| 22 juin 2007     | Bilbao   | Bilbao Live Festival         | 51 000    |
| 24 juin 2007     | Nimègue  | Goffertpark                  | 60 000    |
| 26 juin 2007     | Inđija   | Green Fest                   | 100 000   |
| 28 juin 2007     | Udine    | Stadio Friuli                | 41 652    |
| 29 juin 2007     | Munich   | Olympiastadion               | 69 250    |
| 1er juillet 2007 | Hambourg | HSH Nordbank Arena           | 35 000    |
| 3 juillet 2007   | Chorzów  | Slaski Stadium               | 47 246    |
| 4 juillet 2007   | Dresde   | Festwiese Ostragehege        |           |
| 6 juillet 2007   | Paris    | Parc des Princes             | 48 713    |
| 7 juillet 2007   | Londres  | Wembley Stadium (Live Earth) | 100 000+  |
| 7 juillet 2007   | Roskilde | Roskilde Festival            | 60 000+   |
| 10 juillet 2007  | Gdańsk   | PGE Arena Gdańsk             |           |
| 23 août 2007     | Glasgow  | Hampden Park                 | 90 000    |
| 25 août 2007     | Reading  | Reading Festival             | 80 000    |
| 26 août 2007     | Leeds    | Leeds Festival               | 70 000    |

## Boxscore
| Lieu                          | Ville                 | Places vendues/ Places disponibles | Revenue   |
| ----------------------------- | --------------------- | ---------------------------------- | --------- |
| Acer Arena                    | Sydney                | 45 329/45 329                      | 4 017 983 |
| Brisbane Entertainment Centre | Brisbane              | 20 994/21 352                      | 1 958 334 |
| Foro Sol                      | Mexico                | 33 406/46 530                      | 1 438 419 |
| AT&T Center                   | San Antonio           | 14 885/14 885                      | 827 747   |
| Bradley Center                | Milwaukee             | 10 822/14 000                      | 612 172   |
| Allstate Arena                | Rosemont, Ill         | NA                                 | 968 836   |
| BankAtlantic Center           | Sunrise               | 14 327/14 327                      | 796 950   |
| RBC Center                    | Raleigh               | 14 041/14 166                      | 777 739   |
| Verizon Center                | Washington            | 15 000/15 000                      | 975 000   |
| Charlotte Bobcats Arena       | Charlotte             | 11 892/12 040                      | 626 529   |
| St. Pete Times Forum          | Tampa                 | 13 950/13 950                      | 728 548   |
| U.S. Bank Arena               | Cincinnati            | 12 188/12 188                      | 668 665   |
| The Forum                     | Inglewood, Calif      | NA                                 | 1 759 497 |
| Air Canada Centre             | Toronto, Ontario      | NA                                 | 1 708 072 |
| Wachovia Center               | Philadelphia, Pa      | NA                                 | 1 882 614 |
| Xcel Energy Center            | St. Paul, Minn        | NA                                 | 884 549   |
| Oakland Arena                 | Oakland, Calif        | NA                                 | 1 359 971 |
| TD Garden                     | Boston, Mass          | NA                                 | 1 746 492 |
| Continental Airlines Arena    | East Rutherford, N.J. | NA                                 | 2 111 333 |